# Pleurothallis zarumae
Pleurothallis zarumae är en orkidéart som beskrevs av Carlyle August Luer och Alexander Charles Hirtz. Pleurothallis zarumae ingår i släktet Pleurothallis och familjen orkidéer. Inga underarter finns listade i Catalogue of Life.